# Зоосити
«Зоосити» (англ. Zoo City) — научно-фантастический роман южноафриканской писательницы Лорен Бьюкес. Был опубликован в 2010 году издательством Jacana Media. В 2011 году «Зоосити» получил «Премию Артура Кларка» как лучший роман.

## Сюжет
Действие романа происходит в альтернативной версии южноафриканского города Йоханнесбурга, где человек за совершённое преступление получает животное, которое воплощает его грех. Таких людей называют «оживотненными» (англ. «animalled»). Расстаться со своим животным они не могут.
Главная героиня романа Зинзи Лелету (англ. Zinzi December) — бывшая журналистка и лечащаяся наркоманка, «оживотненная» ленивцем за убийство брата, задолжала крупную сумму своему наркодилеру. Заработать ей помогает особый дар: способность находить утерянные вещи. Сюжет сосредоточен на попытках Зинзи отыскать пропавшую участницу популярного дуэта по заказу знаменитого музыкального продюсера.

## История написания
Бьюкес начала работу над «Зоосити» после заключения контракта на написание двух книг с британским издательством Angry Robot. Первый роман Moxyland автор писала в течение четырёх лет, в то время как «Зоосити» был создан за год. Разрабатывая сюжет книги, Бьюкес, рождённая в Йоханнесбурге, но в настоящее время проживающая в Кейптауне, наняла человека, который помог ей наладить контакты в Хиллброу, внутреннем районе Йоханнесбурга, ставшем одним из мест действия в романе. Помимо этого, автор провела в Хиллброу несколько дней, чтобы самостоятельно изучить местность .

## Значение названия
«Зоосити» — вымышленное название Хиллброу в романе. Район является домом для Зинзи Лелету и других «оживотненных» людей, а также беженцев и обездоленных.

## Награды и номинации
«Зоосити» удостоился в 2011 году Премии Артура Кларка, попал в шорт-лист BSFA Awars в номинации лучший роман. Номинировался на следующие премии: World Fantasy 2011, University of Johannesburg Creative Writing Prize 2010—2011, M-Net Literary Awards и Nielsen’s Booksellers' Choice Award 2011. Входил в лонг-лист South Africa’s Sunday Times Fiction Prize 2011. Обложка первого издания получила премию British SF Award 2010.

## Экранизация
В ноябре 2011 года южноафриканский кинопродюсер Елена Спринг приобрела права на киноадаптацию «Зоосити». Написанием сценария займется Бьюкес, а Спринг подготовит шорт-лист режиссёров. По словам литературного агента Бьюкес, Елене Спринг удалось перекупить права на аукционе на экранизацию «этой необыкновенной книги» и установить дружественные отношения при работе с Лорен.

## Издание в России
Лорен Бьюкес. Зоосити. / Пер. с англ. А.Кровяковой. — М.: ЗАО Издательство Центрполиграф, 2011. Напечатан в серии «CPFantastika».
«Зоосити» попал в шорт-лист международной литературной конференции «Дни фантастики в Киеве» 2011, был номинирован на «Лучший переводной роман», но приз не получил.